# Dilema de Warnock
El dilema de Warnock planteja l'angoixa sobrevinguda al creador d'anotacions o comentaris en un grup de notícies, fòrum d'Internet o llista de distribució de correu, que no ha rebut cap resposta. Tot i que això sol provocar un dilema, no vol dir que a ningú no li interessi. L'autor del dilema és Bryan Warnock que el va descriure i va formular per primera vegada en una llista de correu de Perl 6, llenguatge en el que s'usa de manera regular, juntament amb el món dels creadors de blocs per a explicar la sensació que produeix el que escriguis alguna cosa al teu blog i no tinguis ni un sol comentari.
L'enunciat del dilema és aquest: 
| « | Has escrit una anotació en un grup de notícies, llista de distribució o fòrum i et preguntes per què ningú t'ha respost? | » |

Warnock ofereix diverses possibles raons per a justificar això: 
| «                   | 1. L'afirmació o el correu és correcte. La informació està ben escrita i no necessita comentaris. No hi ha res a afegir, excepte confirmar "el que s'ha dit és correcte". 2. L'afirmació del correu no té cap mena de sentit -ningú vol malbaratar energia o amplada de banda per dir que el que s'acaba de dir al fil és absurd. 3. Ningú llegeix l'afirmació o el correu, pel motiu que sigui. 4. Ningú va entendre el correu, però tampoc es va molestar a demanar explicacions o aclariments, pel motiu que sigui. 5. A ningú li importa el correu, pel motiu que sigui i, per tant, no envia cap resposta al fil. | » |
| — Bryan C. Warnock, | |   |

En el llenguatge popular, el dilema de Warnock ha vingut a referir-se a totes les raons per les quals un podria no respondre a una anotació, no tan sols a les cinc originalment exposades per Warnock.
Tradicionalment la definició d'un dilema té exactament dues eleccions, ambdues desfavorables, el que significaria que el dilema de Warnock com originalment es va formular no és realment un dilema. No obstant això, molts diccionaris moderns consideren aquesta restricció com innecessària i permeten que es faci servir la paraula col·loquialment per referir-se a una situació difícil amb qualsevol nombre d'opcions. Alternativament, es pot considerar el dilema perquè les dues opcions per les quals no es respon al missatge siguin que els lectors no estan interessats en ell o per qualsevol altra raó.
Pot ser més segur assumir en la major part de les situacions que no tot el que no respon a un missatge s'absté per la mateixa raó, com una lectura literal de la formulació original del dilema podria implicar.